# Liste der Monuments historiques in Ars-Laquenexy
Die Liste der Monuments historiques in Ars-Laquenexy führt die Monuments historiques in der französischen Gemeinde Ars-Laquenexy auf.

## Liste der Bauwerke
| Bezeichnung      | Beschreibung | Standort                    | Kennzeichnung | Schutzstatus | Datum | Bild           |
| ---------------- | --- | --------------------------- | ------------- | ------------ | ----- | -------------- |
| Château de Mercy | Schloss, zwischen 1905 und 1908 erbaut, Architekt Henri Klein, Metz, Ausstattung von Eugène Vallin; Kapelle, 1626 | Allée de la Chapelle (Lage) | PA57000042    | Inscrit      | 2019  | weitere Bilder |